# Cerathybos schinusei
Cerathybos schinusei är en tvåvingeart som beskrevs av Mario Bezzi 1909. Cerathybos schinusei ingår i släktet Cerathybos och familjen puckeldansflugor. Inga underarter finns listade i Catalogue of Life.